# Паберега
Паберега — деревня в Тулунском районе Иркутской области России. Входит в состав Бурхунского муниципального образования.
Деревня расположена на левом берегу реки Ия, на противоположном берегу — посёлок Октябрьский-1. Паберега находится примерно в 38 км к северо-востоку от районного центра — города Тулун.

## Население
| 2002 | 2010 | 2011 | 2012 |
| ---- | ---- | ---- | ---- |
| 246  | ↗250 | ↘249 | ↗250 |

По данным Всероссийской переписи, в 2010 году в деревне проживало 250 человек (128 мужчин и 122 женщины).